# マルクス・テレンティウス・ウァッロ・ルクッルス
マルクス・テレンティウス・ウァッロ・ルクッルス（ラテン語: Marcus Terentius Varro Lucullus 、 紀元前116年ごろ - 紀元前56年ごろ）は紀元前1世紀初期・中期の共和政ローマの政治家・軍人。紀元前73年に執政官（コンスル）を務めた。

## 出自
ウァッロ・ルクッルスはプレブス（平民）であるリキニウス氏族ルクッルス家の出身である。氏族の祖先のガイウス・リキニウスとプブリウス・リキニウスは紀元前493年に最初の護民官となっており、紀元前367年にはガイウス・リキニウス・ストロがリキニウス・セクスティウス法を制定してプレブスにも執政官への道を開き、紀元前364年には自身が氏族最初の執政官となった。しかし、その後1世紀半、リキニウス氏族の活躍は伝えられおらず、紀元前236年になってガイウス・リキニウス・ウァルスが執政官に就任している。
ルクッルス家も、氏族の他の枝族と同様、紀元前3世紀の終わりになって高位官職者を出すようになった。ルクッルス家最初の高官はは、紀元前202年にアエディリス（按察官）に就任したルキウス・リキニウス・ルクッルスである。しかし、その後の系図を辿れるのは、紀元前151年の執政官ルキウス・リキニウス・ルクッルスからである。執政官ルキウスは按察官ルキウスの子とする説と、ルキウスの孫で紀元前185年の法務官マルクス・リキニウス・ルクッルスの子とする説もある。また、紀元前196年の護民官ガイウス・リキニウス・ルクッルスの子または孫とする説もある。何れにせよ、執政官ルキウス以来、ルクッルス家はローマ最高のノビレス（新貴族）の一つであった。執政官ルキウスには同名の息子がおり、紀元前104年に法務官に就任、さらに前法務官として第二次奴隷戦争を戦った。この法務官ルキウスが、本記事のウァッロ・ルクッルスの父である。
ウァッロ・ルクッルスの母メッテラ・カルウァは、紀元前110年代から100年代にかけてローマで最も影響力のあったカエキリウス・メテッルス家の出身である。母方の祖父は紀元前142年の執政官ルキウス・カエキリウス・メテッルス・カルウスで、クィントゥス・カエキリウス・メテッルス・マケドニクス（紀元前143年執政官）の弟に当たる。曽祖父は紀元前206年の執政官クィントゥス・カエキリウス・メテッルスである。したがって、ウァッロ・ルクッルスはクィントゥス・カエキリウス・メテッルス・ヌミディクス（紀元前109年執政官）の甥で、クィントゥス・カエキリウス・メテッルス・ピウス（紀元前80年執政官）とは従兄弟になる。
ウァッロ・ルクッルスは若いときに、紀元前3世紀から元老院階級に属していたプレブスのテレンティウス氏族に養子に入った。これにより、マルクス・テレンティウス・ウァッロ・ルクッルスの名を得る。養父のプラエノーメン（第一名、個人名）はマルクスだが、それ以外のことはは知られていない。リキニウス氏族の方がテレンティウス氏族より著名で影響力があったため、ウァッロ・ルクッルスはしばしば自分を氏族名であるテレンティウスを省略してマルクス・ルクッルスと称していた。
紀元前74年の執政官ルキウス・リキニウス・ルクッルスは兄で、二人は生涯を通じて良好な関係を維持してた。

## 経歴

### 初期の経歴
ウァッロ・ルクッルスは兄とそれほど年が離れていなかったことが知られており、彼の生誕年は紀元前116年ごろと考えられる。実家でのプラエノーメンが何であったかは知られていない。マルクスと考える歴史学者もいれば、プブリウスと考えるものもいる。
紀元前101年、兄弟の父はガイウス・セルウィリウスから告訴され、有罪となってローマから追放された。その1年後、成人になったばかりの兄弟は、セルウィリスを「不正行為」で告訴した。プルタルコスによれば、ローマ人はこれを見事な一撃と考え、この事件は誰もが口をそろえて、偉業を成し遂げたかのように話題になった。しかし、裁判は死傷者もでるような騒ぎになり、セルウィリスは無罪となった。
叔父であるメテッルス・ヌミディクスは、マリウス派の護民官ルキウス・アップレイウス・サトゥルニヌスと対立し、ローマから追放されていた。紀元前100年末にサトゥルニスが殺害されると、翌紀元前99年に兄弟は護民官プブリウス・フリウスに叔父の追放解除を妨害しないように求めたが、これも失敗に終わった（ただし、ヌミディクスはこの年にローマに帰還している）。
紀元前90年代に、ルクッルス家は詩人アウルス・リキニウス・アルキアスのパトロネスとなった。同盟市戦争の少し前に、ウァッロ・ルクッルスはアルキアスと共にシキリア属州に旅行し、帰り道にヘラクレア・ルカニア（現在のポリコーロ）に立ち寄った。おそらく、父はその地に亡命していたと考えられている。このころのウァッロ・ルクッルスの経歴はほとんど知られていない。兄ルキウスはルキウス・コルネリウス・スッラの隷下で、前財務官として第一次ミトリダテス戦争に参加していたが、ウァッロ・ルクッルスもスッラ派であったと思われる。ウァッロ・ルクッルスはルキウスが艦隊を編成している間に、ギリシアで没収した貴金属からコインを鋳造することを監督していた可能性がある。この場合、ウァッロ・ルクッルスはスッラ隷下のレガトゥス（副官）の一人であり、臨時に財務官の権限を与えられていた可能性がある。プルタルコスはウァッロ・ルクッルスがスッラの下で財務官を務めたとしているが、詳細は書いていない。おそらく、このときの話と推定される。
ウァッロ・ルクッルスに関する次の記録は、紀元前83年-82年のローマ内戦時のものである。プルタルコスはガリア・キサルピナのマリウス派と戦った「スッラの将軍」の一人に、ウァッロ・ルクッルスをあげている。歴史学者のR. ブロートンは、このときウァッロ・ルクッルスはプロプラエトルであったと結論しているが、前財務官もしくは法務官代理権限を持っていたとの説もある。ウァッロ・ルクッルスは、フィデンティアの戦いにおいて、16個コホルス（大隊、1個コホルスは600人程度）で敵の50個コホルスを撃破した。敵軍の戦死者数は、10,000とも、18,000とも言われている。
カンパニア州パレストリーナ（プラエネステ）で発見された碑文から、戦争で破壊されたプラエネステに、戦後間もない時期に退役軍人を入植させて街を再建しており、その委員会にウァッロ・ルクッルスが参加していたことが分かる。紀元前79年にウァッロ・ルクッルスはアエディリス・クルリス（上級按察官）に就任する。同僚は実兄のルキウスで、わざわざ立候補時期を遅らせて、兄弟ともに按察官に就任した。ルクッルス兄弟が開催した競技会は壮大なものであったと、後日キケロが述べている。紀元前76年にウァッロ・ルクッルスは外国人担当法務官に就任した。このため、ギリシア人たちがガイウス・アントニウス・ヒュブリダを訴えたときは、これを担当した。検察官は政治の道を歩き始めたばかりのカエサルであった。判決は無罪であった。

### 執政官および前執政官

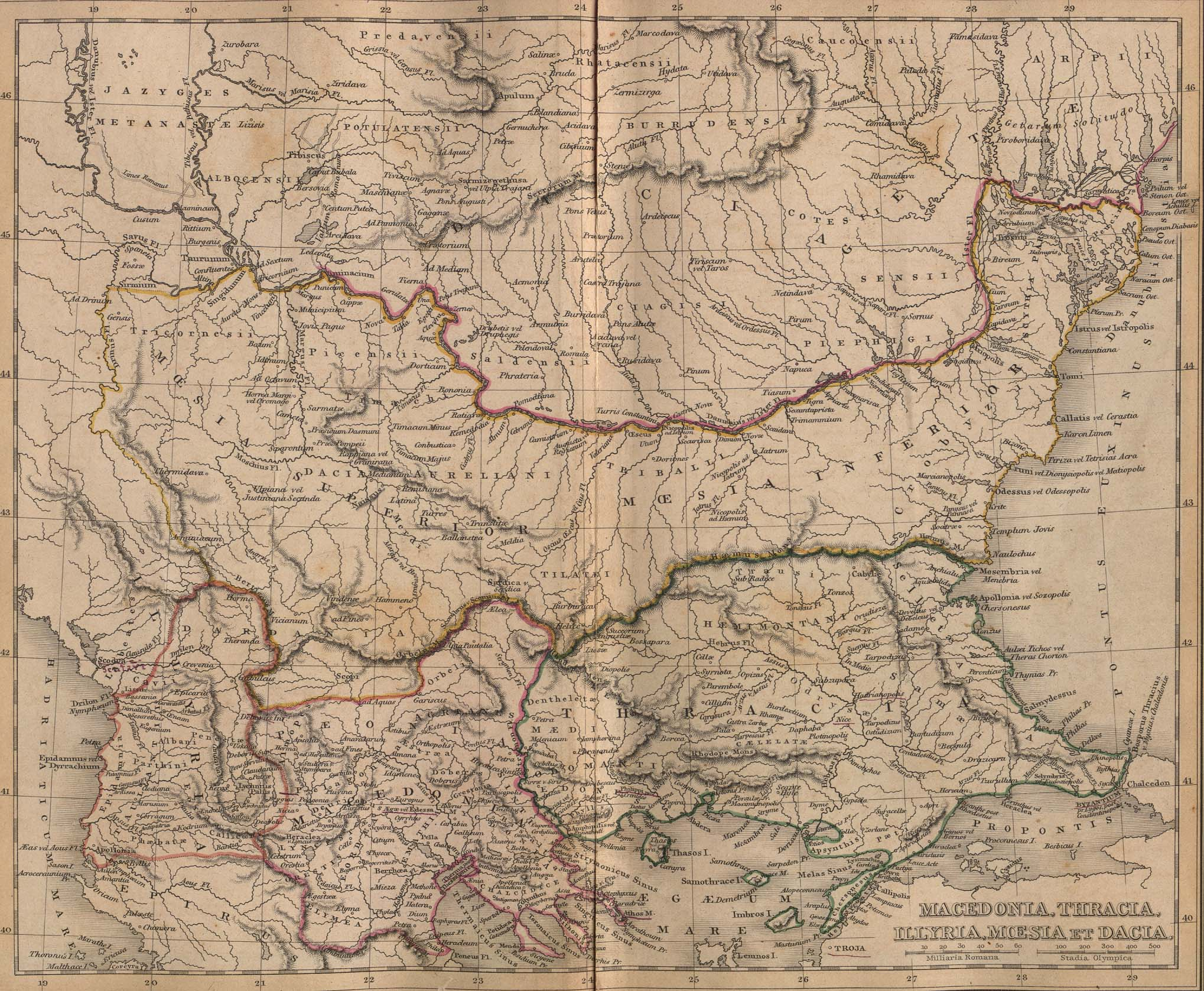
ローマ時代のトラキアとその周辺地域 - マケドニア、イリュリア、モエシア、ダキア。Alexander G. Findlay Classical Atlas to Illustrate Ancient Geography, New York, 1849

兄ルキウスが執政官を務めていた紀元前74年末、ウァッロ・ルクッルスは次期執政官（紀元前73年担当）選挙に立候補し当選した。同僚執政官は、プレブスのガイウス・カッシウス・ロンギヌスであった。両執政官は穀物の公共調達と低所得者への値下げ販売に関する法律（テレンティウス・カッシウス法）を制定した。年末には翌年の管轄地域を決め、ロンギヌスはガリア・キサルピナを、ウァッロ・ルクッルスはマケドニアを担当することとなった。ウァッロ・ルクッルスは執政官任期満了直後（紀元前72年）にプロコンスル（前執政官）権限でマケドニア属州総督として赴任し、その職を2年務めた。
このとき、ローマはポントス王ミトリダテス6世と第三次ミトリダテス戦争を戦っていたが、ポントスはマケドニア北方のトラキアと同盟していた。黒海西岸におけるポントスの影響力を取り除き、ローマ資産への襲撃を防ぐために、ウァッロ・ルクッルスはトラキアとモエシアを征服することとした。まずベッシ族の土地へ侵攻し、大規模な戦闘でベッシ族に勝利し、その首都プルプ＝デヴァを占領した。その後バルカン山脈を越えてモエシ族の土地に侵攻し、ドナウ川までの土地を征服した。紀元前71年には黒海沿岸に転進し、同地のギリシア人都市をローマに服従させた。服従した都市は、アポロニア、オデソス、カッラティス、イストロポル、トミス、メネブリア、ディオニュソポリスが含まれる。
ウァッロ・ルクッルスは紀元前71年にイタリアに戻った。このときイタリアではスパルタクスの乱が勃発していた。プルタルコスによると、スパルタクスと戦っていたクラッススは、脅威の深刻さを確信し、元老院にウァッロ・ルクッルスをトラキアから呼び戻すよう要請している。この要請が何時なされたか、さらには実際にこのような要請があったのかに関しては、歴史学者の議論の対象となっている。アッピアノスによると、スパルタクスはブルンディシウムに向かおうとしたが、そのときにウァッロ・ルクッルスがブルンディシウムに上陸し、反乱軍は計画の変更を余儀なくされたという。ウァッロ・ルクッルスの到着を知ったクラッススは反乱軍と決戦に挑み、これに大勝した。逃れた反乱兵も北方から接近してきたポンペイウス軍に捕虜とされた。ローマに戻ったウァッロ・ルクッルスは凱旋式を実施した。ギリシア都市から多数の芸術品が戦利品として持ち帰られたが、特にカラミスのアポローンの巨像は、凱旋式の行進の中でも目を引いた。この像は後にカピトリヌスに鎮座された。

### その後
凱旋式実施の後、ウァッロ・ルクッルスは元老院で重要な地位を占めた。紀元前67年、兄ルキウスと共に、ポントス王国の地に新しい秩序を確立するための10人委員会の1人に選ばれた。しかし、現地の情勢が急変したために、この任務は延期された。
紀元前66年または紀元前65年、護民官ガイウス・メンミウスがウァッロ・ルクッルスを、内戦中の活動（スッラの下での財務官としての活動）を理由に告訴した。結果は無罪であった。紀元前65年には、前年の護民官ガイウス・コルネリウスの裁判で、ウァッロ・ルクッルスは証人を務めている。紀元前62年にはギリシア人の詩人でルクッルス家のクリエンテスであった、アウルス・リキニウス・アルキアスの裁判の主要証人となった。裁判の罪状は、ローマ市民権の不正取得であった。
紀元前63年のカティリナ裁判では、告発者であるキケロを支持した。カティリナ一派は死刑となったが、民会の承認を得る前に死刑が実行された。その後もウァッロ・ルクッルスとキケロは政治的同盟関係を継続した。紀元前58年、カティリナ裁判がローマの法の精神（ローマ市民は、市民による裁判を受けなければ、死刑に処されることはない）に反するとして、護民官プブリウス・クロディウス・プルケルはキケロを告訴した。ウァッロ・ルクッルスは、ポンペイウスと同年の執政官ルキウス・カルプルニウス・ピソ・カエソニヌスとアウルス・ガビニウスにキケロの救済を申し入れた。キケロは結局追放刑となるものの、翌年にはローマに帰還することができた。
キケロの家はパラティヌスにあったが、プルケルはその隣に住んでいた。キケロが追放されると、プルケルは、キケロの家が国家に没収されるように手配し、自分の家を拡張するために土地の一部を購入することさえした。さらに、キケロの家を取り壊した後に土地を奉納し、空き地にリーベルタース神殿を建立した。キケロ帰還の後、ウァッロ・ルクッルスはポンティフェクス（神祇官）の一人として、キケロが家を再建する権利があると支持し、リーベルタース神殿を取り壊した。当時、最高神祇官はカエサルであったが、このときはローマを離れており、ウァッロ・ルクッルスはこの神祇官の中で最年長で、最も権威のある人物であった。
紀元前50年代になって、兄ルキウスが精神疾患で倒れ、ウァッロ・ルクッルスが親権を引き継いだ。ルキウスは紀元前56年に死去し、民衆がカンプス・マルティウスのスッラの墓の隣に埋葬することを求めたが、ウァッロ・ルクッルスはトゥスクルムにあるルクッルス家の土地に埋葬することを主張した。ウァッロ・ルクッルスはルキウスより少し長く生き、60歳前後で死亡した。

## 家族
ウァッロ・ルクッルスが結婚していたことは分かっているが、妻の名前は不明である。紀元前60年に、この妻がガイウス・メンミウスと浮気していたことが判明した。これを知ったウァッロ・ルクッルスは離婚を申し出た。キケロはこのことを手紙に書いている「我らのメネラーオスは妻と離婚した。イダ山の羊飼いはメネラーオスを侮辱したが、我らのローマのパリスはアガメムノンをもメネラーオスのように侮辱対象と考えた」。

## 評価
プルタルコスは、ウァッロ・ルクッルスはその名声において兄ルキウスに「遠くおよばなかった」と書いている。キケロは、ウァッロ・ルクッルスの生涯を「国家の輝きと装飾」と呼び、ウァッロ・ルクッルスの死後約 10 年後に書かれた『ブルトゥス』の中で、彼を「共和国の立派な擁護者」の一人に挙げている。

## 参考資料

### 古代の資料
- アウレリウス・ウィクトル『共和政ローマ偉人伝』
- アッピアノス『ローマ史』
- エウトロピウス『首都創建以来の略史』
- オロシウス『異教徒に反論する歴史』
- ガイウス・プリニウス・セクンドゥス『博物誌』
- プルタルコス『対比列伝』
- マルクス・トゥッリウス・キケロ『ブルトゥス』
- マルクス・トゥッリウス・キケロ『アッティクス宛書簡集』
- マルクス・トゥッリウス・キケロ『アルキアス弁護』
- マルクス・トゥッリウス・キケロ『義務について』
- マルクス・トゥッリウス・キケロ『執政官属州に関して』

### 研究書
- Egorov A. Julius Caesar. Political biography. - SPb. : Nestor-History, 2014 .-- 548 p. - ISBN 978-5-4469-0389-4 .
- Lyubimova O. Crassus's letter about the challenge of Pompey and M. Lucullus against Spartacus: time and circumstances of writing  // Bulletin of the Humanitarian University. - 2013. - No. 2 . - S. 73-84 .
- Broughton R. Magistrates of the Roman Republic. - New York, 1952. - Vol. II. - P. 109.
- Кeaveney A. Who were the Sullani?  // Klio. - 1984 .-- T. 66 . - S. 114-150 .
- Mühlberghuber M. Untersuchungen zu Leben, Karriere und Persönlichkeit des Q. Caecilius Metellus Pius (cos. 80 v. Chr.). Seine Rolle im Sertoriuskrieg (80-71 v. Chr.) . - Wien, 2015 .-- 119 p.
- Münzer F. Licinii Luculli // Paulys Realencyclopädie der classischen Altertumswissenschaft . - 1926. - Bd. XIII, 1. - Kol. 372.
- Münzer F. Licinius // Paulys Realencyclopädie der classischen Altertumswissenschaft . - 1926. - Bd. XIII, 1. - Kol. 214-215.
- Münzer F. Licinius 99 // Paulys Realencyclopädie der classischen Altertumswissenschaft . - 1926. - Bd. XIII, 1. - Kol. 372.
- Münzer F. Licinius 101 // Paulys Realencyclopädie der classischen Altertumswissenschaft . - 1926. - Bd. XIII, 1. - Kol. 373.
- Münzer F. Licinius 102 // Paulys Realencyclopädie der classischen Altertumswissenschaft . - 1926. - Bd. XIII, 1. - Kol. 373-375.
- Münzer F. Licinius 103 // Paulys Realencyclopädie der classischen Altertumswissenschaft . - 1926. - Bd. XIII, 1. - Kol. 375-376.
- Münzer F. Licinius 109 // Paulys Realencyclopädie der classischen Altertumswissenschaft . - 1926. - Bd. XIII, 1. - Kol. 414-418.